# Louis Marcialis
Louis Marcialis (* 23. Juni 1961 in Marseille) ist ein ehemaliger französischer Fußballspieler.

## Karriere
Louis Marcialis, dessen Vater Jean-Jean Marcialis (1937–2013) ebenfalls professioneller Fußballspieler war, wurde bei dem korsischen Verein Gazélec FC Ajaccio ausgebildet und rückte 1977 mit gerade 16 Jahren in die erste Mannschaft auf, mit der er fortan in der zweithöchsten französischen Spielklasse antrat. Trotz seines geringen Alters erlangte er das Vertrauen seines Trainers Jean Luciani und avancierte zum Stammspieler. Am Ende seines ersten Jahres wurde er mit 17 Jahren von dem ebenfalls korsischen Erstligisten und UEFA-Pokalfinalisten 1978 SEC Bastia unter Vertrag genommen. Von Beginn an kam er dabei zu gelegentlichen Einsätzen, auch wenn es bis in die zweite Saison hinein dauerte, dass er einen Platz in der Startelf erhielt. Darüber hinaus nahm er 1979 mit Frankreich am UEFA-Juniorenturnier teil.
In den darauffolgenden Jahren musste er mit Bastia zum einen den Abstiegskampf antreten; dabei erreichte er mit zwölf Toren in der Spielzeit 1980/81 seine beste Trefferquote und schaffte den Einzug ins nationale Pokalfinale 1981, das ihm dank eines 2:1-Sieges gegen die AS Saint-Étienne den einzigen Titel seiner Karriere einbrachte. Dieser Erfolg brachte zugleich eine Teilnahme im europäischen Wettbewerb mit sich, sodass Marcialis sein Debüt auf europäischer Ebene feiern konnte. Im Sommer 1982 stand ein Wechsel des Spielers zum RC Straßburg unmittelbar bevor, da Straßburg dies als Bedingung für die Abgabe seines Akteurs Olivier Rouyer an Bastia nannte; der Wechsel wurde durch ein Veto Bastias abgewendet. Dementsprechend verblieb er auf Korsika, wo er allerdings aufgrund mehrerer Verletzungen, zumeist bedingt durch muskuläre Probleme, in der nachfolgenden Zeit zahlreiche Spiele verpasste.
1985 kehrte er Bastia nach sieben Jahren den Rücken und unterschrieb beim Ligakonkurrenten AS Nancy. Im Verlauf seiner ersten Saison bei seinem neuen Klub schoss er zehn Tore, obwohl sein Team am Saisonende kurz vor dem Abstieg stand. Es war eine Knieverletzung, die ihn im Verlauf der Spielzeit 1986/87 weitgehend außer Gefecht setzte, weswegen er den Abstieg in die zweite Liga nicht verhindern konnte. Angesichts dessen entschloss er sich 1987 für eine Rückkehr zu seinem ebenfalls zweitklassigen Ex-Verein Gazélec FC Ajaccio. Auch wenn er dort regelmäßig auflief, musste er 1988 erneut einen Abstieg hinnehmen. Er blieb seinem Klub bis 1989 treu, ehe er zu diesem Zeitpunkt mit 28 Jahren nach 186 Erstligapartien mit 50 Toren und 54 Zweitligapartien mit acht Toren seine Laufbahn beendete, wofür seine physischen Probleme den Ausschlag gaben. Marcialis übernahm anschließend keine weiteren Funktionen im Fußball.